# Leopon
Leopon je hibrid leoparda i lavice. Glavu je preuzeo od lava, a ostali dio tijela je sličan leopardovom. Najveći uspjeh kod stvaranja ovih vrsta je postignuo jedan zoološki vrt u Japanu. Leoponi su veći od leoparda, a omiljene aktivnosti su im penjanje i kupanje.